# محوطه چیا باو
محوطه چیا باو در شهرستان گیلانغرب، بخش گواور، دهستان حیدریه، ۵۰۰ متری جنوب شرقی روستای قیطول واقع شده و این اثر در تاریخ ۲۷ اسفند ۱۳۸۶ با شمارهٔ ثبت ۲۲۳۴۲ به‌عنوان یکی از آثار ملی ایران به ثبت رسیده است.